# Langues iroquoiennes
Cet article concerne les langues iroquoiennes. Pour les peuples iroquoiens, voir Peuples iroquoiens.

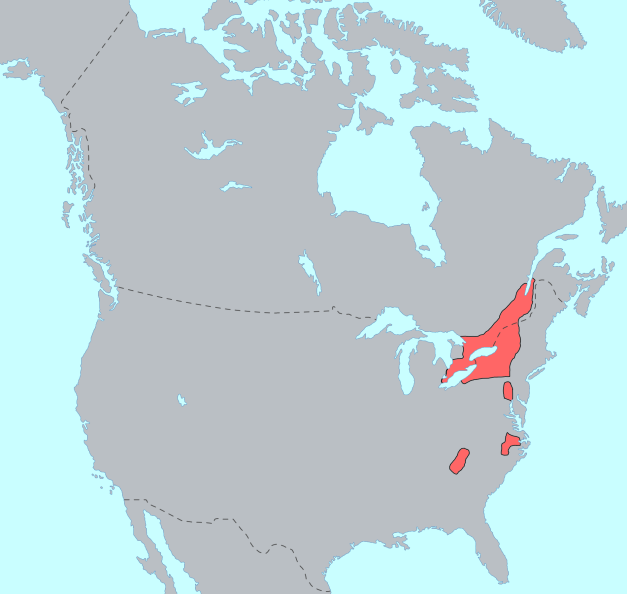
Carte des langues iroquoises avant l'arrivée des Européens.

Les langues iroquoiennes sont une famille de langues parlées en Amérique du Nord. Elles incluent les langues de la Confédération iroquoise, ainsi que le cherokee.

## Liste des langues iroquoiennes
- Langues iroquoiennes du Nord (langues iroquoises proprement dites)
  - Langues iroquoiennes des Lacs
    - Langues des Cinq Nations
      - Langues seneca-onondaga
        - Langues seneca-cayuga (sénèques)
          - seneca (ou tsonnontouan)
          - cayuga (ou goyogouin)

        - onondaga (ou onontagué)

      - Langues mohawk-oneida
        - oneida (ou onneiout)
        - mohawk (ou agnier)

      - susquehannock (ou andaste) (éteinte)

    - laurentien (éteinte ; classification incertaine : peut-être un ou plusieurs dialectes d'une des précédentes)
    - Langues huroniennes
      - érié (en) (éteinte)
      - attawandaron (ou neutre) (éteinte)
      - Langues huron-wendat
        - wendat (ou ancien huron ou huron des Lacs) (processus de revitalisation[1])
        - pétun (ou khionontateronon) (éteinte)
        - wyandot (ou huron moderne) (éteinte)

  - Langues tuscarora-nottoway
    - tuscarora (ou toscarora)s
    - nottoway (éteinte)
- Langues iroquoiennes du Sud
  - cherokee

## Caractéristiques des langues iroquoiennes

### Lesracines
Les langues iroquoiennes sont des langues polysynthétiques. Elles organisent leur vocabulaire en trois catégories grammaticales : les verbes, les noms et les particules.
 Le trait le plus remarquable de ces langues est, sans doute, que verbes et noms sont tous réductibles à une racine qui ne peut apparaître qu'avec préfixe et suffixe.
- En seneca, kakáwihsaʔ - pelle a pour racine nominale /-kahwis-/.
 En tuscarora, la racine nominale de uhwaríːteh - fardeau, enveloppe corporelle est /-hwarit-/.
 En onondaga, /-ihn-/ est la racine nominale de kihnų́hneh - (sur) ma peau (mot à mot : ma peau sur).
- En oneida, layʌ́thos - il plante, se rapporte à une racine verbale /-yʌthw-/ - planter.

### Composition
Un locuteur d'une langue iroquoienne peut normalement incorporer deux racines dans son discours. C'est même souvent le moyen le plus normal.
- En oneida, (c'est un) pain frais se dit onáːtalaseʔ qui est composé de la racine nominale /-naʔtal-/ pain et de la racine verbale /-ase-/ être frais, nouveau. Même si le locuteur analyse une telle forme comme étant une seule unité, il reste conscient que deux éléments sont présents.
- Certaines formes composées anciennes ne sont plus comprises. En seneca la racine verbale /-atanyo-/ pêcher à la ligne, hatáːnyoaʔ il pêche, ne peut s'analyser que par l'étymologie. Elle se décompose en /-at-/ réflexif /-any-/ hameçon qui n'existe pas en seneca mais en mohawk (/-ahry-/ áːrya) et /-o-/ mettre dans l'eau.

## Codes
- Étiquette d'identification de langues IETF : iro